# Thyreus quinquefasciatus
Thyreus quinquefasciatus är en biart som först beskrevs av Smith 1879.  Thyreus quinquefasciatus ingår i släktet Thyreus och familjen långtungebin. Inga underarter finns listade i Catalogue of Life.